# St. Martin (Raven)

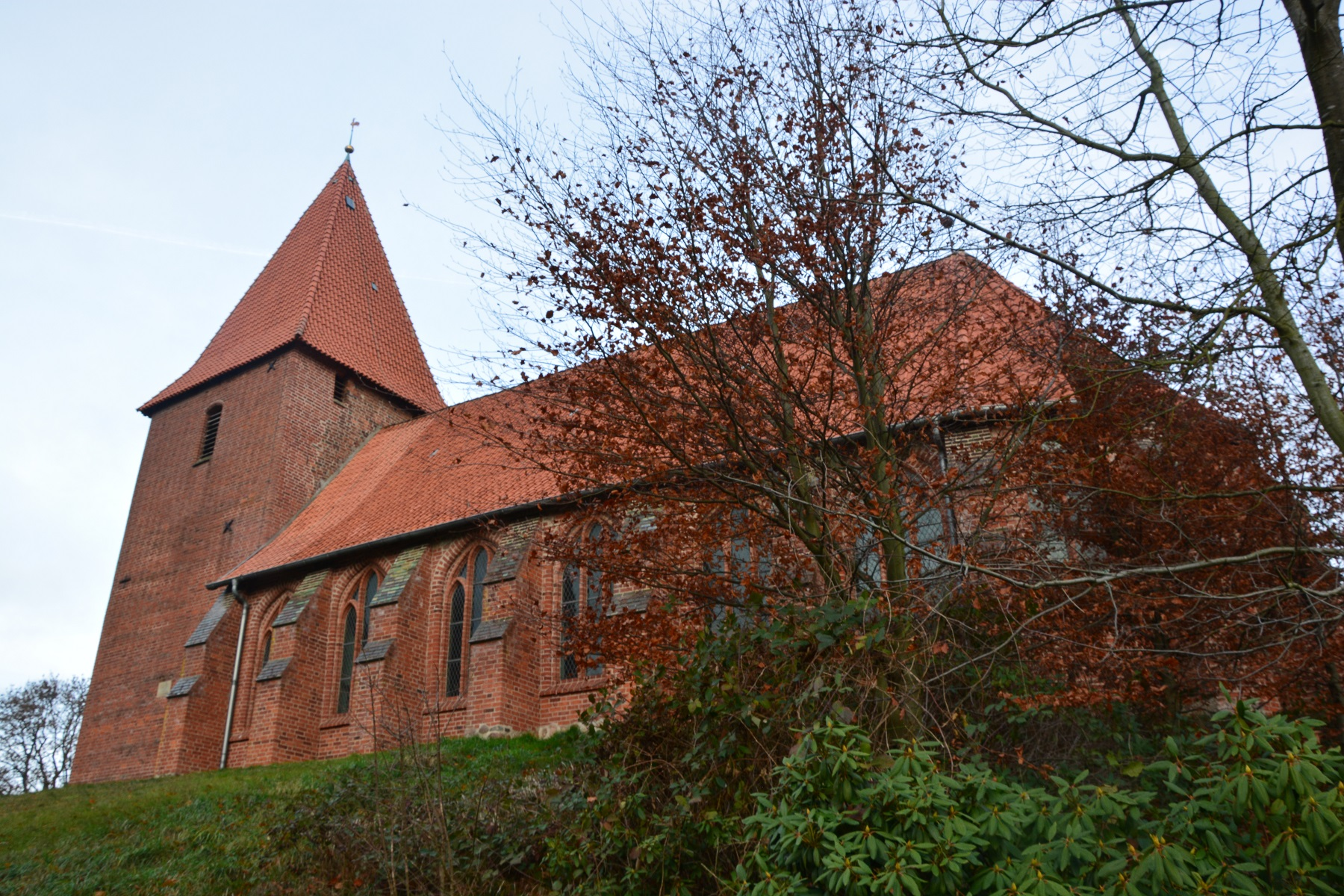
St.-Martins-Kirche zu Raven (2018)

Die St.-Martins-Kirche ist ein evangelisch-lutherisches Kirchengebäude im Ortsteil Raven der Gemeinde Soderstorf im Landkreis Lüneburg in Niedersachsen.

## Geschichte
Zu der Geschichte der Kirche ist nicht viel bekannt. Die erste Kirche wurde wohl gegen 1200 erbaut. Zwischen 1250 und 1253 wurde sie erstmals erwähnt. Die heutige Kirche stammt aus der Zeit von 1400–1420. Der Turm wurde um 1600 angefügt.

## Ausstattung
- Der Altar wurde im 15. Jahrhundert gefertigt.
- Die Kanzel entstand im 16. Jahrhundert.
- Die Empore stammt ebenfalls aus dem 16. Jahrhundert. Sie weist im Schnittwerk eine sehenswerte Besonderheit auf.
- Die Orgel wurde 1965 von dem Orgelmacher Klaus Becker erbaut.

### Glocken

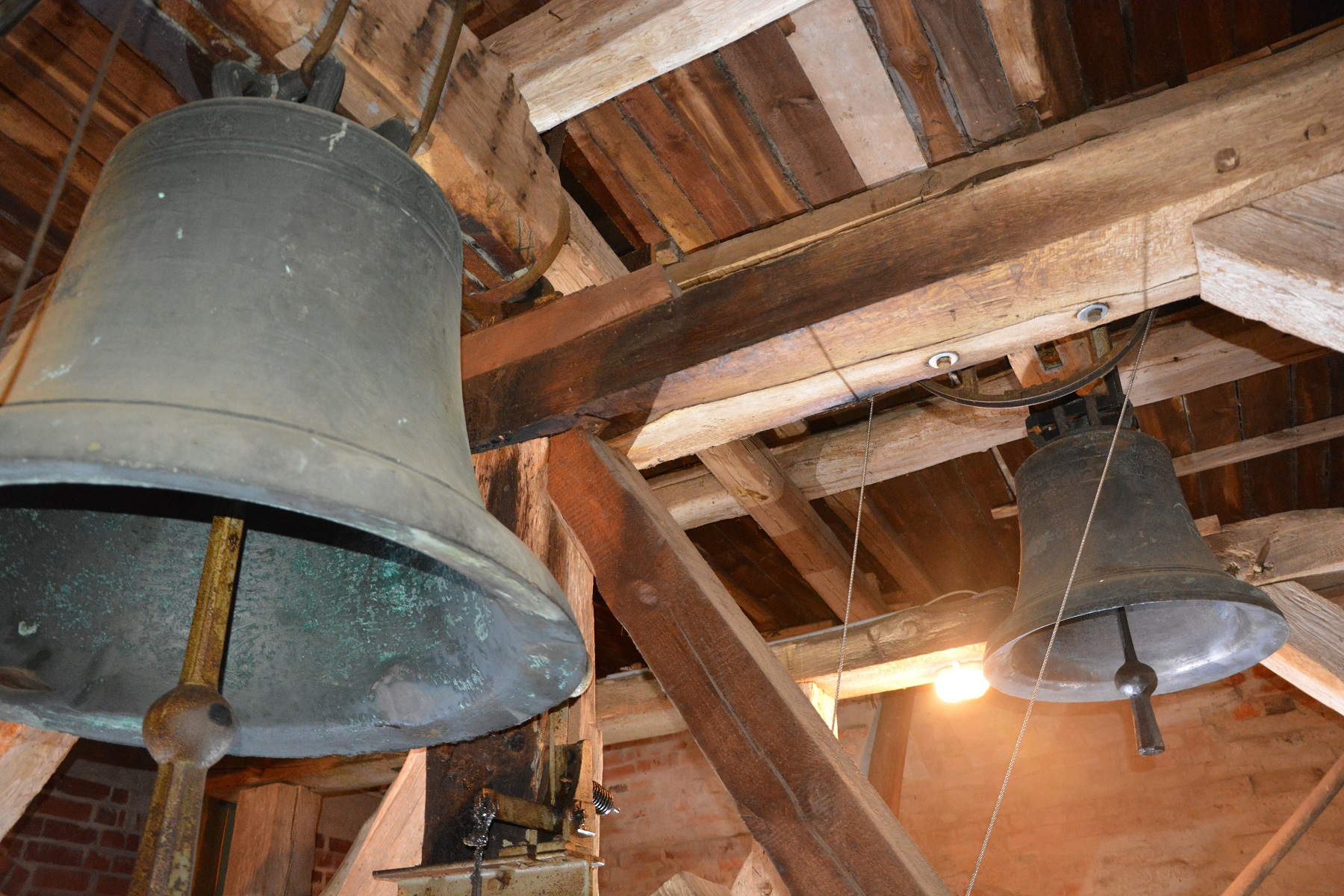
Die Glockenstube

Im massiven Westturm der Kirche hängen zwei historisch wertvolle Glocken. Die große Glocke stammt noch aus gotischer Zeit und dürfte die älteste datierte Glocke im Landkreis Lüneburg sein. Die kleine Glocke stammt aus der Zeit des Barock.
| Nr. | Gussjahr | Gießer, Gussort            | Masse (kg) | Durchmesser (mm) | Schlagton (HT-1/16) |
| 1   | 1309     | Meister Ulricus, Lüneburg  | ca. 600    | 1.010            | as1 +3              |
| 2   | 1697     | Paul (III.) Voss, Lüneburg | ca. 150    | 610              | es2 +6              |